# Jean-Philippe Magnen
Jean-Philippe Magnen, né le 15 juillet 1967 à Paris, est un thérapeute et homme politique français. Porte-parole d'Europe Écologie Les Verts entre 2012 et 2013, il a été 3e vice-président du Conseil régional des Pays de la Loire.

## Origines, famille et études
Jean-Philippe Magnen est d'abord un sportif : en 1984, il intègre le centre de formation du club de basket de Dijon et joue ensuite en niveau amateur jusqu'en 1995. 
Diplômé d'une école de commerce, il a été consultant, formateur en économie solidaire et est également psychothérapeute. Père de trois enfants (Oscar, Arsène et Suzon), il est passionné de voyages.
Jean-Philippe Magnen est issu d'une famille d'entrepreneurs : 
- son père, Philippe Magnen, a transformé une petite entreprise en un groupe international avec plus de 400 collaborateurs[3]. Il est décédé le 12 juillet 2015, à l'âge de 77 ans[4] ;
- sa sœur, Céline Magnen, est créatrice et dirigeante de Faraglo, groupement d'employeurs et de compétences[5].
- son frère, Benjamin Magnen, gère la holding familiale et a créé deux entreprises : la Péniche Cancale, fermée en juin 2023[6], et la plateforme Happy Bourgogne[7].

## Carrière politique

### Débuts
Engagé chez Les Verts en 1999, il est élu conseiller municipal de Nantes en 2001 sur la liste d'union de la gauche menée par Jean-Marc Ayrault, puis est élu conseiller communautaire de Nantes Métropole. Réélu en 2008, il est nommé adjoint au maire à la coopération décentralisée et au codéveloppement, chargé de l’économie sociale et solidaire au sein de Nantes Métropole.
En troisième position sur les listes Europe Écologie lors des élections européennes de 2009, il n'est pas élu.
L'année suivante, à l'occasion des élections régionales il est tête de liste régionale pour Europe Écologie Les Verts dans les Pays de la Loire. La liste obtient 13,64 % des voix et fusionne avec celle du PS menée par Jacques Auxiette. Élu, Jean-Philippe Magnen devient troisième vice-président du conseil régional, chargé de l'Emploi, de la Formation professionnelle et des métiers de demain. Il quitte alors son poste d'adjoint au maire de Nantes et devient simple conseiller (municipal et communautaire) afin de respecter son engagement contre le cumul des mandats.

### Porte-parole d'Europe Écologie Les Verts
Le 23 juin 2012, Pascal Durand est élu nouveau secrétaire national d'Europe Écologie Les Verts par le conseil fédéral du parti, succédant ainsi à Cécile Duflot. Jean-Philippe Magnen est alors désigné pour le remplacer au poste de porte-parole du parti, en tandem avec Élise Lowy.

### Retrait de ses mandats électifs
En 2014 il renonce à ses mandats électifs locaux. En septembre de cette même année, il annonce qu'il ne sollicitera pas l'investiture d'EELV pour les élections régionales de 2015, pour des raisons personnelles. Il reprend alors son activité de Gestalt-thérapeute et coach.

## Engagements associatifs
En 1992, il fonde Espace Développement à Dijon avec Pascal Mullard. Il dirige ensuite l'association de réinsertion par le travail jusqu'en 1999. En 1993, il crée également l'association de soutien au handisport Dijon Basket Fauteuil.
Au nom de Nantes Métropole, il est l'un des initiateurs des Ecossolies, réseau des acteurs de l'économie sociale et solidaire de la région nantaise. 
Il fait partie des thérapeutes bénévoles de l'association nantaise Alter'Soin 44.